# ای دوست من، نه (آلبوم)
لا یا صدیقی نام یکی از آلبوم‌های کاظم الساهر، خواننده، شاعر و آهنگساز عراقی است. این آلبوم که مشتمل بر ۲ آهنگ می‌باشد در سال ۱۹۹۰ میلادی و توسط شرکت عربستانی میوزیک ماستر منتشر شد.

## آهنگ‌ها
- لا یاصدیقی - ۴۷:۲۹
- یارایح الی لبنان - ۴:۳۳